# Rue Pauline-Marie-Jaricot
La rue Pauline-Marie-Jaricot, plus communément appelée rue Pauline-Jaricot, est une rue du quartier de la Sarra située sur la colline de Fourvière dans le 5e arrondissement de Lyon, en France.

## Situation et accès
La rue Pauline-Marie-Jaricot débute rue Roger-Radisson, face à l'entrée du parc de la Visitation. Elle se termine place du 158e-Régiment-d'Infanterie, juste avant la rue Cardinal-Gerlier. 
Plusieurs lignes de transport ont des itinéraires qui passent près de rue Pauline-Marie-Jaricot. Les bus : 55, 90, C14, C20, C21 et les funiculaires : F1, F2 ont un arrêt à proximité.
Son code INSEE est le 69385.

## Origine du nom
Anciennement rue des Quatre-Vents, c'est par délibération du Conseil municipal du 2 avril 1962 que la rue a pris le nom de Pauline-Marie-Jaricot,.
Fondatrice de plusieurs œuvres sociales, Pauline Jaricot est née à Lyon le 22 juillet 1799. Elle décède le 9 janvier 1862 à Lyon (5e). La propagation de la foi est son œuvre la plus connue, inspirée par la venue de Pie VII en 1805. Les fonds levés ont permis la création de nombreuses missions. Les papes Léon XIII, Paul VI et Benoît XVI lui ont rendu hommage, Pie XI l'a introduit en béatification, Jean XXIII l'a proclamée vénérable. Enfin, Pauline Jaricot a été béatifiée à Lyon, avec l'accord du pape François, lors d’une cérémonie dirigée par le cardinal Luis Antonio Tagle, le 22 mai 2022. 